# Phare de Termoli
Le phare de Termoli (en italien : Faro di Termoli) est un phare situé sur le front de mer de Termoli, dans la région de Molise en Italie. Il est géré par la Marina Militare.

## Histoire
Le phare, mis en service en 1967, se trouve près de la forteresse dite Castello svevo di Termoli. Relié au réseau électrique il est entièrement automatisé.

## Description
Le phare  est une tour à claire-voie quadrangulaire en béton de 19 m de haut, avec galerie et lanterne, au coin d'un local technique d'un étage. Le phare est peint en blanc et le dôme de la lanterne est gris métallique. Il émet, à une hauteur focale de 41 m, deux éclats blancs toutes les 10 secondes. Sa portée est de 15 milles nautiques (environ 28 km) pour le feu principal et 11 milles nautiques (environ 20 km) pour le feu de veille.
Identifiant : ARLHS : ITA-167 ; EF-3846 - Amirauté : E2303 - NGA : 11080 .

## Caractéristiques dufeu maritime
Fréquence : 10 s (W-W)
- Lumière : 1 seconde
- Obscurité : 2 secondes
- Lumière : 1 seconde
- Obscurité : 6 secondes

### Lien connexe
- Liste des phares de l'Italie